# نقار خشب أبيض البطن
نقار خشب أبيض البطن (الاسم العلمي: Dryocopus javensis) هو نوع من فصيلة نقار الخشب.